# Igreja Católica no Paraguai
A Igreja Católica no Paraguai é parte da Igreja Católica universal, em comunhão com a liderança espiritual do Papa, em Roma, e da Santa Sé. O país tem a maior porcentagem de católicos do continente americano, e o catolicismo tem grande influência na sociedade. Expressões públicas da religiosidade católica são comuns. É comum no país que as missas sejam celebradas nas duas línguas oficiais, o espanhol e o guarani.

## História

### Colonização
A área onde hoje está o Paraguai era originalmente habitada pelo povo carijó e foi descoberta por Aleixo Garcia em 1524, iniciando-se assim a colonização. No período colonial, a Espanha forneceu um amplo número de padres para a região e protegeu as ordens religiosas para evangelizar os carijós e multiplicar os súditos da Coroa. Os franciscanos chegaram em 1537 e, de Assunção, realizaram missões no interior. Entre os primeiros missionários estavam Alonso Lebrón, Alonso de San Buenaventura, Luís de Bolaños, Bernardo de Armenta e os nativos Gabriel de la Anunciación e Francisco de Guzmán. O primeiro bispo a chegar foi Pedro Fernández de la Torre. Os mercedários, jerônimos e dominicanos precederam os jesuítas, cada uma das ordens fundando diversas escolas e conventos. Os jesuítas mais famosos do Paraguai colonial foram Manuel de Lorenzana, Antonio Ruiz de Montoya, Nicolás de Techo, Pedro Lozano, Pierre François Xavier de Charlevoix, Nicolás Yapuguai, José Guevara, Simón Bandini, José Cardiel, José Insaurralde, Diego de Boroa, Manuel Paramás, Nicolás Mastrilli, Alonso de Barzana, Martin Dobrizhoffer, Pablo Restivo, José Sánchez Labrador, Pedro Montenegro, Roque González de Santa Cruz, Domingo Muriel e José Quiroga.

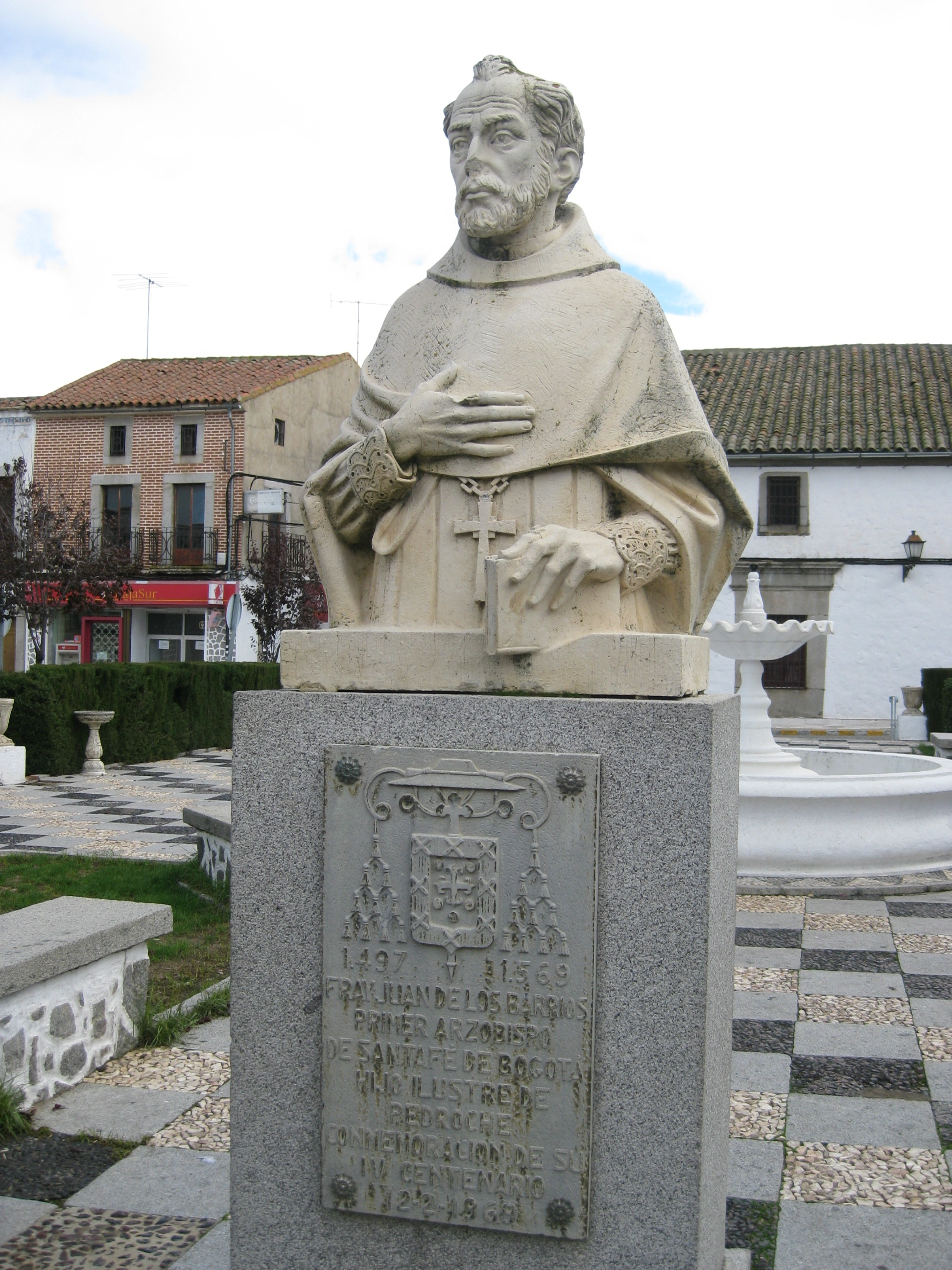
Juan de los Barrios

Os principais obstáculos à propagação da fé foram o aprendizado das línguas indígenas, o caráter nômade dos carijós, a devastação dos bandeirantes portugueses e os conflitos entre as autoridades políticas e religiosas. Os primeiros missionários usavam músicas e presentes para atrair os carijós, e, depois de aprenderem a falar guarani, passaram a usar canções e orações em guarani para a conversão indígena, alicerces das reduções que eram grandes centros comunitários de aprendizagem e empreendimento. O sucesso das reduções tornou-se motivo de preocupação para o governo, que as desmantelou em 1768, após a expulsão dos jesuítas do Paraguai. À medida que a população católica crescia, também crescia a necessidade de uma hierarquia. A Diocese do Paraguai foi erigida em 1547, e seu fundador foi o espanhol Juan de los Barrios, e sucedido por Pedro de la Torre, até 1572. Durante os primeiros quatro séculos de sua existência, a sé foi governada por apenas 200 anos e no restante esteve em sede vacante. Dos primeiros 40 bispos, apenas 20 vieram para o Paraguai.

### Independência e Guerra do Paraguai

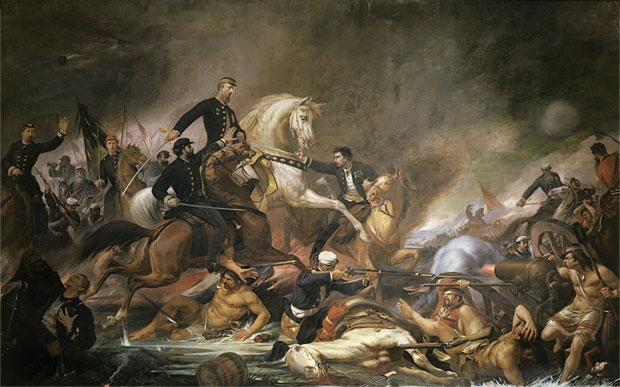
Batalha de Campo Grande, durante a Guerra do Paraguai, o conflito mais longo e mortal da história sul-americana.

No período colonial a Igreja era muito rica e mantinha fazendas em terras do governo. Diversos padres aderiram aos ideais da independência, passando a auxiliar esse processo. A independência ocorreu em 14 de maio de 1811, porém as relações entre Igreja e Estado tenham se tornado relativamente tensas por causa do padroado, que influenciava a indicação de bispos. Em 1822, o ditador José Gaspar de Francia confiscou todas as propriedades da Igreja e transformou os seus conventos em quartéis.
Durante a Guerra do Paraguai, que rivalizou o país contra o Brasil, a Argentina e o Uruguai, ocorreu a crise mais grave entre as duas partes, por ter resultado na execução do bispo Manuel Antonio Palacios em 1868. Não faltavam padres no Paraguai até antes da guerra. Isidro Gavilán reorganizou a hierarquia católica, sendo que a Igreja Católica paraguaia ficou sem um líder por 11 anos. Os primeiros padres do pós-guerra foram ordenados em 1886 pelo bispo Pedro Juan Aponte. Entre eles estavam Juan Sinforiano Bogarín, que mais tarde se tornaria o primeiro arcebispo de Assunção. A Guerra do Paraguai, que também é conhecida como Guerra da Tríplice Aliança, foi o mais longo e mortal conflito da história da América do Sul, vitimando cerca de 3 mil uruguaios, 18 mil argentinos, 50 mil brasileiros e 150 mil paraguaios. O conflito resultou em falta de mão-de-obra masculina adulta, já que a maioria dos homens foram mortos ou mutilados.
Em 1932 eclode uma nova guerra envolvendo o país, desta vez com a Bolívia, conhecida por Guerra do Chaco, sendo os paraguaios os vitoriosos desta vez, após conquistarem vastas áreas da região do Chaco em 1935.

### Ditadura

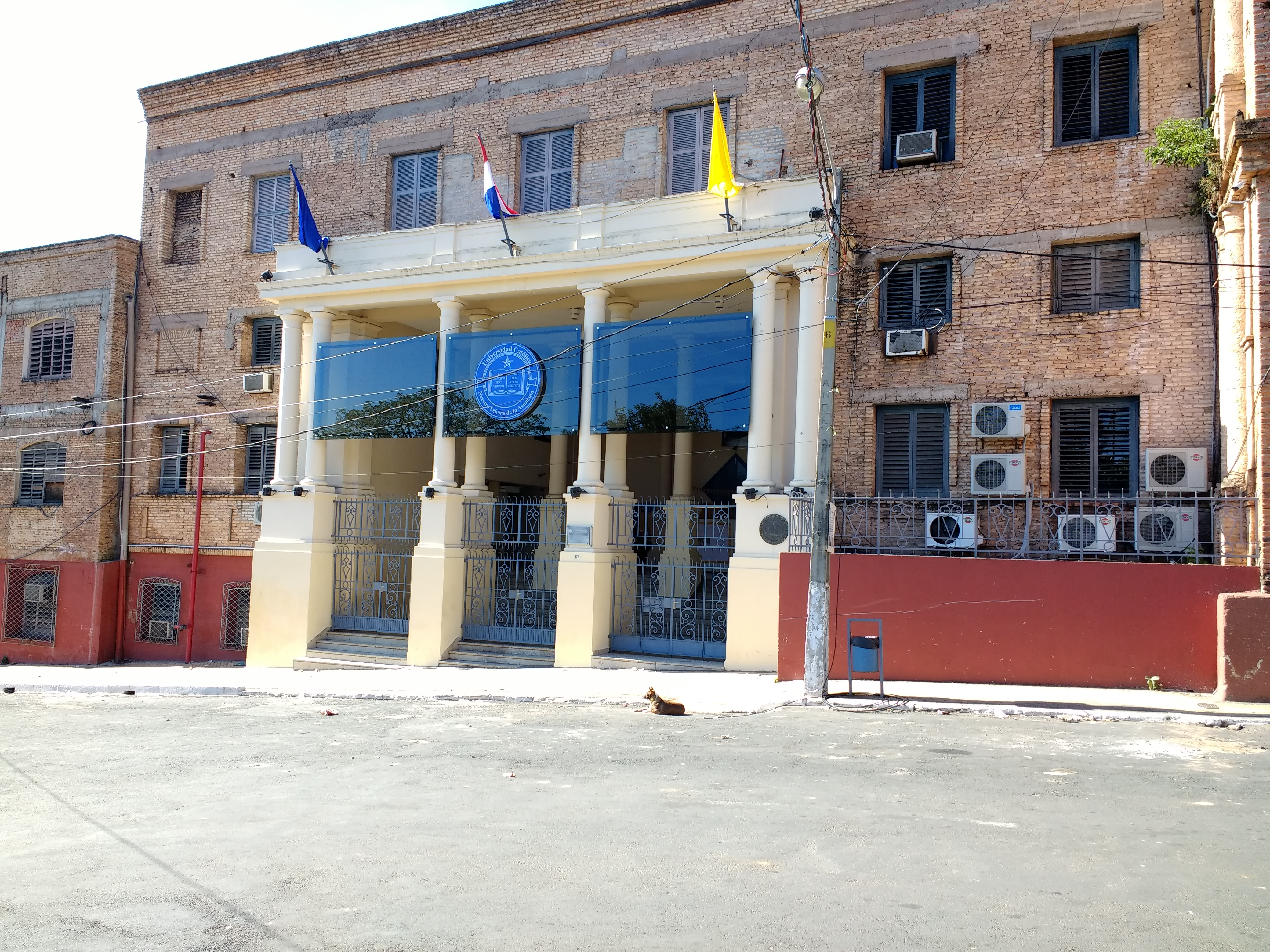
Campus da Universidade Católica de Nossa Senhora de Assunção.

Em 1954, o general Alfredo Stroessner assumiu o poder em um golpe de Estado apoiado pelo governo dos Estados Unidos. Com um governo a tornar-se cada vez mais repressivo, a Igreja permaneceu sob a proteção do Estado, ainda que se manteve apoiada apenas pelas contribuições dos fiéis. O divórcio propriamente dito não foi reconhecido no Paraguai, mas sim apenas a separação física e financeira. A Universidade Católica de Nossa Senhora de Assunção, fundada em 1960, foi a primeira universidade privada reconhecida oficialmente pelo governo. Além disso, havia escolas primárias e secundárias dirigidas por religiosos em toda o país. Apesar destas escolas, a influência do ensino católico no país não era elevada, e esta tendência continuou nas décadas seguintes, à medida que as forças do liberalismo e do anticlericalismo colidiam com o crescente declínio econômico da região. As ações de Stroessner cada vez mais perdiam apoio de líderes da Igreja, que culparam a sua má gestão sobre a economia do país. Nesse período inicia-se também o aumento de missionários evangélicos no país.
Em 1989, um novo golpe militar, desta vez liderado pelo general Andrés Rodríguez, derrubou Stroessner. Em março de 1999, o cenário político volta a sacudir o país, com a renúncia do presidente Raúl Cubas Grau, acusado do assassinato de seu vice-presidente Luis María Argaña. Tentando evitar o colapso da democracia, líderes da Igreja falavam abertamente sobre a arena política, principalmente o bem-estar social, e denunciaram a corrupção. Em 1997, o governo iniciou um programa de formação, gerido pela Igreja Católica, para formar os militares do país "no respeito pela dignidade humana e numa cultura de paz e reconciliação social". Em 1998, a Nunciatura Apostólica abriu um hospital para crianças portadoras do vírus HIV, administrado pelas Irmãs Vicentinas, em Tablada Nueva, em homenagem ao 20º aniversário do pontificado do Papa João Paulo II.

## Atualmente

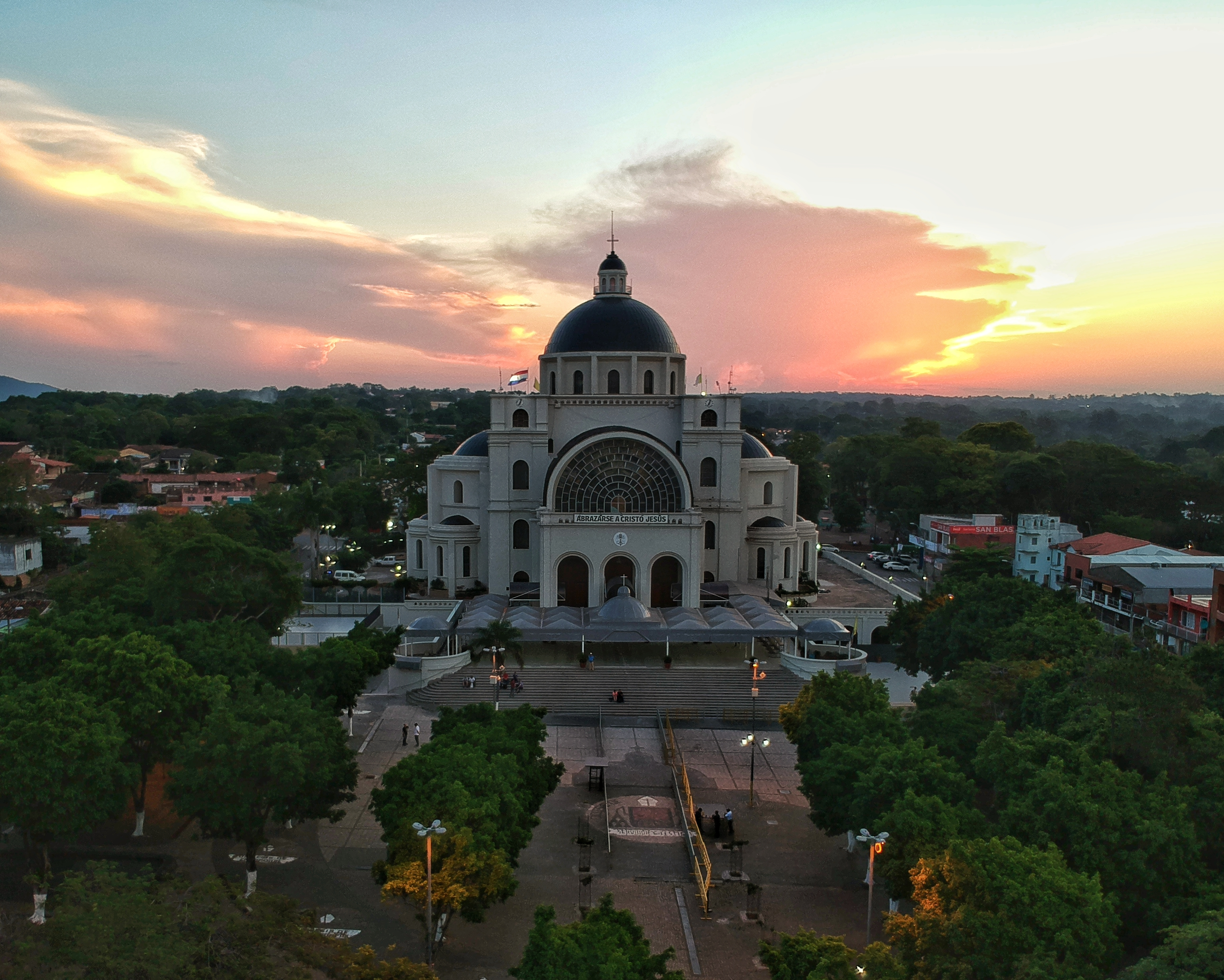
Basílica de Caacupé, um dos principais centros de peregrinação religiosa do Paraguai.

Em 2000, havia 323 paróquias atendidas por 250 padres diocesanos e 441 religiosos. Outros religiosos, que incluíam cerca de 180 irmãos e 1.300 irmãs, que dedicavam-se à propagação da fé, ensinando nas 160 escolas primárias e 131 secundárias e ajudando em hospitais, nas missões estabelecidas no interior do país, em abrigos para sem-teto e em outros centros de assistência social.
Apesar de o governo não ter religião oficial, a Igreja frequentemente celebra missas em cerimônias estatais; a própria constituição afirma que em seu artigo 24.º que "as relações entre o Estado e a Igreja Católica baseiam-se na independência, cooperação e autonomia", enquanto que o artigo 82.º reconhece "o papel preponderante da Igreja Católica na formação histórica e cultural da nação". A peregrinação religiosa mais tradicional do Paraguai é ao Santuário da Virgem dos Milagres em Caacupé.
Em 2006, o padre Cristino Chávez, de 43 anos, foi encontrado morto após ingerir veneno, em Acahay. Informações da época ligaram o suicídio à suspensão que o bispo de Carapeguá o impôs após acusações de envolvimento do sacerdote com uma mulher. Em 2 de maio de 2022, o padre brasileiro residente em Santa Rosa del Monday, no Paraguai, Ricardo José Guesser, foi encontrado morto em sua paróquia de Santa Rosa de Lima. Ele teria atentado contra sua própria vida por estar com um quadro grave de depressão.
Em 2011, a 191.ª Assembleia Plenária dos Bispos do Paraguai foi realizada com reflexão sobre a presença da Igreja no país, avaliação d. o andamento da Missão Continental e a crise da família no país. A assembleia também discutiu a crise humanitária da Somália, e naquele 25 de setembro, foi realizada uma coleta nas paróquias de todo o país e o total arrecadado foi enviada ao povo e à Igreja somali através da Caritas Internacional.

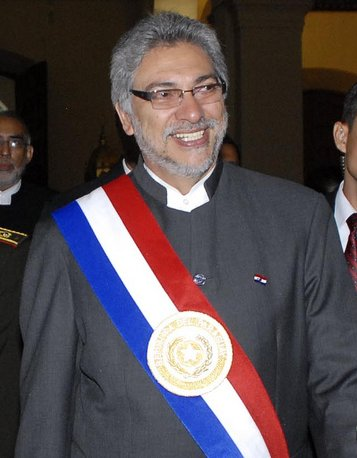
Fernando Lugo, ex-bispo teólogo da libertação e presidente deposto do Paraguai.

A crise política de 2012, que culminou no impeachment do presidente Fernando Lugo, ex-bispo paraguaio, levou à chegada ao poder do vice-presidente, Federico Franco, católico praticante, frequentador semanal das missas, que agendou uma reunião com o arcebispo de Assunção pela manhã do mesmo dia. O prelado afirmou que "o Paraguai viveu momentos muito delicados. Mas, neste momento, temos de continuar a dar, cada um, o melhor. Há a necessidade de dar força e continuidade no caminho da justiça e da paz", além de marcar uma missa para aquele mesmo dia, em que abençoou o novo governo, e leu palavras que o Papa Bento XVI endereçou a Franco, afirmando que "neste momento, estamos apoiando as autoridades do país". O então núncio apostólico do Paraguai, Eliseo Antonio Ariotti, disse que o novo presidente contar com o apoio dos católicos. As autoridades da Igreja também cobraram o governo de realizar a reforma agrária, melhorar os serviços públicos de saúde e educação e garantir empregos de qualidade. O ex-presidente e ex-bispo, Fernando Lugo, admitiu ter tido um filho com Viviana Carrillo Cañete. A Igreja se sentiu na obrigação de pedir perdão ao povo paraguaio pela má conduta de seus "pastores e fiéis", sem mencioná-lo diretamente, em 2009. Em 2004, Lugo foi aposentado pelo Vaticano e tornou-se bispo emérito. Passados dois anos, teve de deixar o sacerdócio para disputar a presidência, já que a lei paraguaia impede que sacerdotes sejam candidatos. Além de deixar a batina, ele foi suspenso pelo Papa Bento XVI por ato de rebeldia. Durante uma entrevista em 2012 Dom Edmundo Valenzuela, então arcebispo de Assunção e vice-presidente da Conferência Episcopal do Paraguai, afirmou que Lugo "maculou a imagem da Igreja. Seus atos contradisseram o que ele abraçava. [...] Objetivamente, a Igreja é santa, com o Espirito Santo, com Cristo, mas os escândalos indicam que abandonamos a coerência de vida".
Em 2014, o Papa Francisco enviou um representante ao Paraguai, o cardeal espanhol Santos Abril y Castelló, devido à situação delicada de troca de farpas entre o então arcebispo de Assunção, Dom Eustaquio Pastor Cuquejo Verga, e o de Ciudad del Este, Rogelio Livieres, pela presença de padres acusados de pedofilia, venda indiscriminada de bens da Diocese de Ciudad del Este e desvio do dinheiro, e até mesmo pedido de renúncia de Cuquejo Verga por ser "homossexual". Livieres, membro da Opus Dei, acusou seus companheiros da Conferência Episcopal Paraguaia de permitirem que um religioso, Fernando Lugo, se candidatasse à presidência do país e afirmou que há décadas a Igreja paraguaia é dirigida por bispos de esquerda e simpatizantes da Teologia da Libertação.
Em junho de 2021, a Secretaria Nacional de Turismo e outros órgãos públicos, juntamente com a Diocese de Villarrica del Espíritu Santo, chegaram a um acordo em criar uma rota de turismo religioso chamada Rota da Fé (em castelhano:  Ruta de la Fe). No dia 21 de novembro desse mesmo ano, na Solenidade de Cristo Rei do Universo, a Igreja Católica paraguaia deu início ao Ano dos Leigos, que terminou na mesma solenidade de 2022. O objetivo dessa escolha foi dedicar um período de reflexão sobre a realidade e a missão dos leigos, e com o lema "Partiram imediatamente para proclamar Cristo" (Lc 24,33-35). O Conselho dos Leigos disponibilizou um curso visando promover a formação dos leigos que participam ativamente da vida e missão das igrejas locais e comunidades.

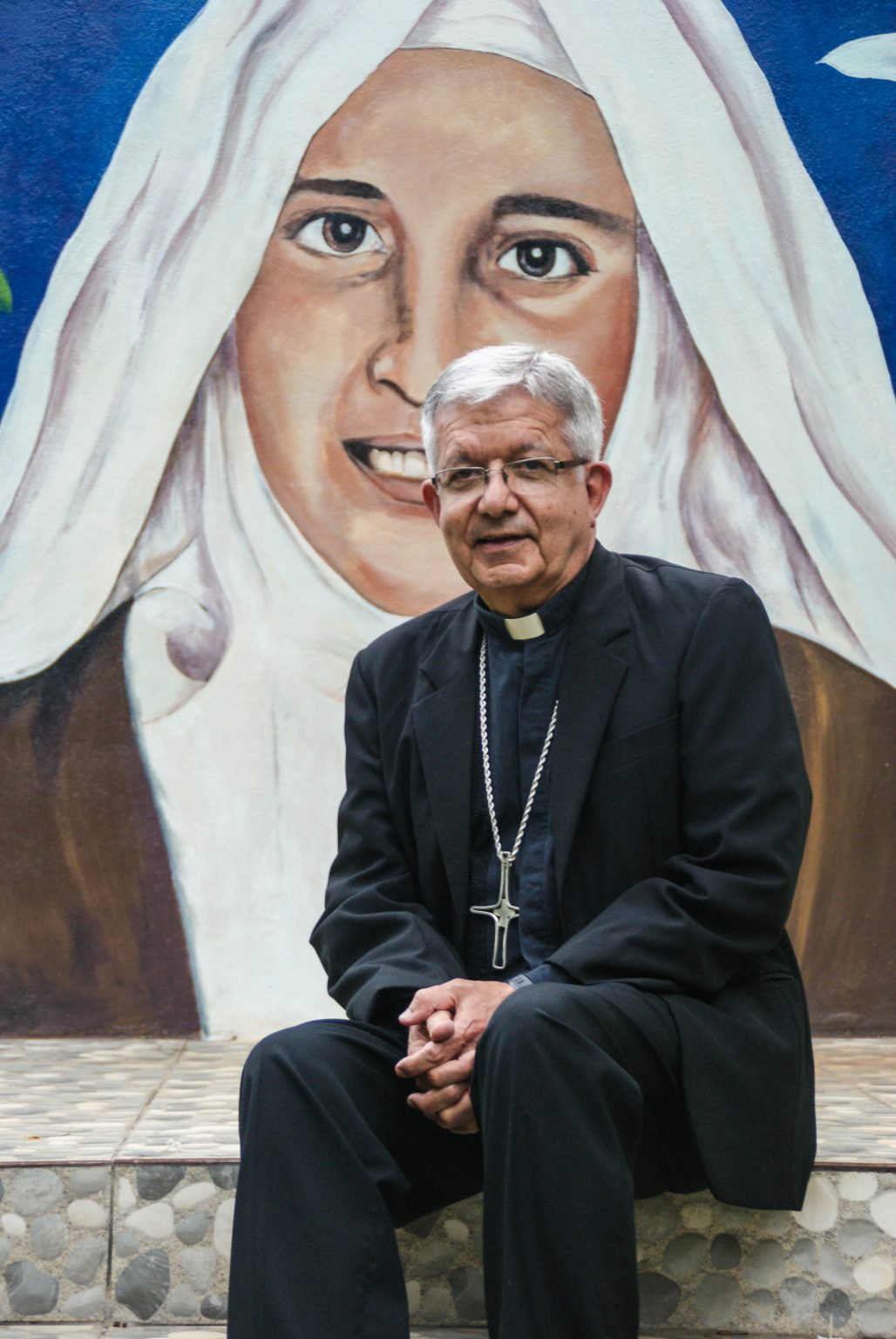
Adalberto Martínez Flores, arcebispo de Assunção e primeiro cardeal do Paraguai.

Em 2022, o Papa Francisco nomeia Dom Martínez Flores como o primeiro cardeal do Paraguai. Diversos municípios e departamentos paraguaios o nomearam como "cidadão ilustre" para homengeá-lo, após o país ter seu primeiro representante no Colégio dos Cardeais, como o Departamento de Guairá, e os municípios de Luque e Fernando de la Mora. O Plano Nacional de Transformação Educativa, chamado PNTE 2030, gerou polêmica no país, após a manifestação do padre José Montero Tirado, professor, que afirma que este viola vários direitos constitucionais, como o poder paternal, e incluía a ideologia de gênero. Grupos civis e religiosos também mobilizaram-se contra o PNTE 2030. Em 23 de dezembro de 2022, uma estátua de São Roque González foi inaugurada em Encarnación, e gerou polêmica, por haver um símbolo semelhante ao da maçonaria na parte detrás da gola da batina do santo. Segundo uma nota lançada pela Diocese de Encarnación, a estátua não foi de seu próprio patrocínio, mas sim um pedido de um terceiro, de forma particular. Francisco Javier Pistilli Scorzara, bispo de Encarnación, afirmou que "A diocese não participou da realização da obra. […] Não se trata de uma imagem de devoção. Não temos conhecimento do símbolo, que parece estar localizado atrás do pescoço da estátua. Corresponde ao artista explicar seu significado e a razão de tê-lo colocado". O escultor Orlando González, autor da estátua, desfez a polêmica, dizendo: "Esse é o meu símbolo, a marca pessoal que eu uso. É uma alusão ao Homem Vitruviano, de Leonardo da Vinci, que eu tomo como base para que os meus desenhos tenham muita harmonia". Ainda assim, o símbolo foi removido da gola da batina antes da inauguração oficial, pondo fim à controvérsia.

### Atitudes religiosas
| Católicos no Paraguai | Católicos no Paraguai | Católicos no Paraguai | Católicos no Paraguai | Católicos no Paraguai |
| --------------------- | --------------------- | --------------------- | --------------------- | --------------------- |
|                       |                       |                       |                       |                       |
| 1910                  | 1910                  |                       | 97%                   | 97%                   |
| 1950                  | 1950                  |                       | 96%                   | 96%                   |
| 1970                  | 1970                  |                       | 95%                   | 95%                   |
| 2014                  | 2014                  |                       | 90%                   | 90%                   |

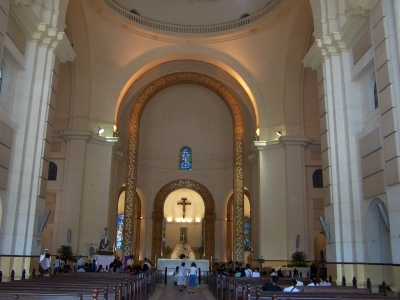
Fiéis na Basílica de Caacupé

Uma pesquisa realizada pelo Pew Research Center em 2014 descreveu as atitudes religiosas dos católicos latino-americanos, e comparando-as com os protestantes — grupo religioso que mais ganhou espaço na região nos últimos anos. O Paraguai é um dos países que menos perdeu fiéis católicos para o protestantismo. No Paraguai, cerca de 68% dos protestantes foram criados no catolicismo; os dados mostram que apenas 13% dos católicos paraguaios têm o hábito de compartilhar sua fé com outras pessoas, enquanto que entre os protestantes esse nível é de 31%; entre os católicos 19% afirmam que a religião é muito importante nas suas vidas, que rezam diariamente e que vão à igreja semanalmente, enquanto que entre os protestantes esses hábitos são realizados por 45%; outra grande disparidade entre os grupos religiosos no país é a frequência semanal às missas e cultos religiosos, que chega a 29% entre católicos e sobe para 66% entre protestantes; 82% dos católicos e 91% dos protestantes afirmam rezar diariamente; o envolvimento em atividades pastorais e na catequese também tem grande diferença, que é 7% dos católicos e 26% dos protestantes; a leitura semanal da Bíblia é feita por 21% dos católicos e 58% dos protestantes; o dízimo é ofertado por 23% dos católicos e 61% dos protestantes; em sentido contrário, 26% dos católicos acreditam que a segunda volta de Jesus ocorrerá durante a sua existência, e esse índice cai para 13% entre os protestantes; a crença em "olho gordo" é estatisticamente igual entre os dois grupos, 34% entre os católicos e 31% entre os protestantes; cerca de 87% dos católicos paraguaios são a favor do Papa Francisco; 93% creem no mistério da transubstanciação; por fim, 97% dos católicos paraguaios pedem a intercessão de Nossa Senhora.

## Organização territorial
A Igreja Católica está presente no Paraguai com uma província eclesiástica, composta por uma arquidiocese metropolitana e 11 dioceses, existindo além de 2 vicariatos apostólicos e um ordinariato militar.
| Circunscrição                                                                            | Ano de ereção | Catedral                                        | Mapa | Ref    |
| ---------------------------------------------------------------------------------------- | ------------- | ----------------------------------------------- | ---- | ------ |
| Arquidiocese de Assunção                                                                 | 1547          | Catedral de Nossa Senhora da Assunção           |      | [ 31 ] |
| Diocese de Benjamín Aceval                                                               | 1980          | Catedral de Santa Rosa de Lima                  |      | [ 32 ] |
| Diocese de Caacupé                                                                       | 1966          | Catedral Basílica de Nossa Senhora dos Milagres |      | [ 33 ] |
| Diocese de Carapeguá                                                                     | 1978          | Catedral da Imaculada Conceição                 |      | [ 34 ] |
| Diocese de Ciudad del Este                                                               | 1993          | Catedral de São Brás                            |      | [ 35 ] |
| Diocese de Concepción                                                                    | 1929          | Catedral da Imaculada Conceição de Maria        |      | [ 36 ] |
| Diocese de Coronel Oviedo                                                                | 1976          | Catedral de Nossa Senhora do Rosário            |      | [ 37 ] |
| Diocese de Encarnación                                                                   | 1990          | Catedral da Encarnação                          |      | [ 38 ] |
| Diocese de San Juan Bautista de las Misiones                                             | 1957          | Catedral de São João Batista                    |      | [ 39 ] |
| Diocese de San Lorenzo                                                                   | 2000          | Catedral de São Lourenço                        |      | [ 40 ] |
| Diocese de San Pedro                                                                     | 1978          | Catedral de São Pedro                           |      | [ 41 ] |
| Diocese de Villarrica del Espíritu Santo                                                 | 1929          | Catedral do Espírito Santo                      |      | [ 42 ] |
| Vicariato Apostólico do Chaco Paraguaio (imediatamente sujeito)                          | 1948          | Catedral de Maria Auxiliadora                   |      | [ 43 ] |
| Vicariato Apostólico de Pilcomayo (imediatamente sujeito)                                | 1948          | Catedral de Santa Maria                         |      | [ 44 ] |
| Ordinariato das Forças Armadas e da Polícia Nacional do Paraguai (imediatamente sujeito) | 1986          | Catedral do Sagrado Coração                     |      | [ 45 ] |

## Conferência Episcopal
A reunião dos bispos do país forma a Conferência Episcopal Paraguaia, criada em 1958.

## Nunciatura Apostólica
A Delegação Apostólica do Paraguai foi erigida em 1856, e elevada a Internunciatura Apostólica do Paraguai em 5 de janeiro de 1920. Por fim, ela foi elevada a Nunciatura Apostólica do Paraguai sete meses depois, em 6 de agosto de 1920. A nunciatura fica localizada em Assunção.

## Visitas papais
O Paraguai foi visitado pela primeira vez por um papa entre os dias 16 e 18 de maio de 1988. Na ocasião, João Paulo II canonizou o primeiro santo paraguaio, o então beato Roque González. O roteiro da viagem também incluiu o Uruguai, a Bolívia e o Peru.
| “ | No desejo de ganhar almas para Cristo, o Padre Roque e seus companheiros percorreram todas essas terras desde o estuário do Prata até as nascentes dos rios Paraná e Uruguai, e até as montanhas de Maracaju no Alto Paraguai, enfrentando todo tipo de desconfortos e perigos. Incansáveis na pregação, austeros na vida pessoal, o amor a Cristo e aos povos indígenas os levou a abrir novos caminhos e a construir reduções que facilitariam a difusão da fé e garantiriam condições de vida dignas aos seus irmãos. | ” |
|   | — Papa João Paulo II durante a missa de canonização de Roque González, no dia 16 de maio de 1988.. |   |

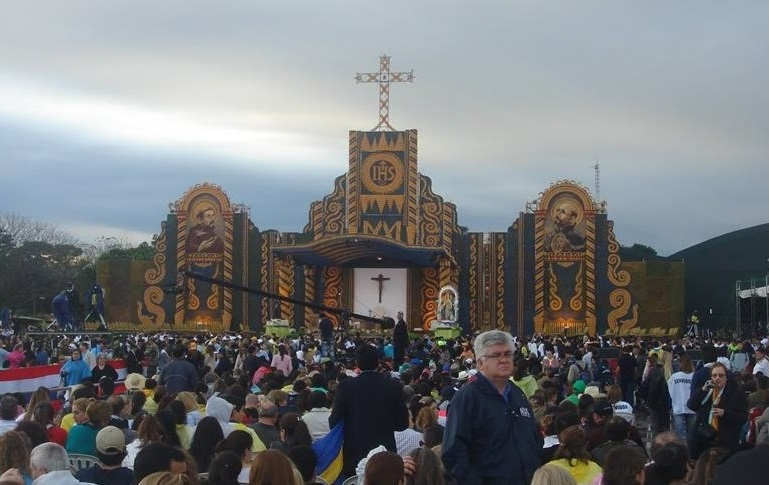
Multidão acompanha uma missa celebrada pelo Papa Francisco em 12 de julho de 2015, em Ñu Guazú

Entre os dias 10 e 12 de julho de 2015, o Paraguai é novamente visitado, e, desta vez, pelo Papa Francisco. Na oportunidade também foram visitados o Equador e a Bolívia.
| “ | Desde os seus primeiros passos como nação independente até dias ainda recentes, a história do Paraguai conheceu o sofrimento terrível da guerra, do confronto fratricida, da falta de liberdade e da violação dos direitos humanos. Tanta dor e tanta morte! Mas é admirável a tenacidade e o espírito de superação do povo paraguaio para se refazer perante tanta adversidade e prosseguir nos seus esforços por construir uma nação próspera e em paz. Aqui, no jardim deste palácio – que foi testemunha da história do Paraguai, desde quando era apenas margem do rio e era usado pelos Guaranis até aos últimos acontecimentos contemporâneos – quero prestar homenagem aos milhares de paraguaios simples, cujos nomes não aparecerão escritos nos livros de história mas que foram e continuam a ser verdadeiros protagonistas do seu povo. | ” |
|   | — Papa Francisco durante o encontro com a sociedade civil e corpo diplomático paraguaio, no dia 10 de julho de 2015.. |   |

## Santos

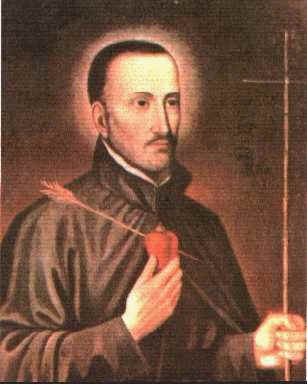
São Roque González de Santa Cruz

- Roque González de Santa Cruz[50]

### Beatos
- Maria Felícia de Jesus Sacramentado[50]